# Dunwich
Dunwich es una ciutat ficticia creada per l'escriptor Howard Phillips Lovecraft situada a l'estat nord-americà de Massachusetts.
Apareix en el conte H. P. Lovecraft "L'horror de Dunwich" escrit el 1928 i publicat a Weird Tales el 1929. Dunwich, a la regió imaginària de vegades anomenada país de Lovecraft es troba a la vall del riu Miskatonic de Massachusetts, que neix a les muntanyes situades a l'est de la vila. Els habitants són descrits com endogàmics, sense educació, i molt supersticiosos, mentre que la pròpia ciutat es descriu com econòmicament pobre amb molts edificis decrèpits i abandonats. Lovecraft mai va precisar com es pronunciava el nom de la ciutat.